# A-Prince
A-Prince (Hangul: 에이프린스)  là một nhóm nhạc nam Hàn Quốc được thành lập bởi New Planet Entertainment tại Seoul, Hàn Quốc. Nhóm ra mắt vào ngày 25 tháng 7 năm 2012 với "You're The Only One".

## Thành viên
- Sungwon (성원)
- Minhyuk (민혁)
- Seungjun (승준)
- Siyoon (시윤)
- Woobin (우빈)

## Danh sách đĩa nhạc

### Đĩa mở rộng
| Tên   | Thông tin chi tiết | Thứ hạng cao nhất | Doanh số     |
| Tên   | Thông tin chi tiết | KOR               | Doanh số     |
| ----- | --- | ----------------- | ------------ |
| Hello | - Phát hành: 6 tháng 11 năm 2012 - Nhãn: New Planet Entertainment, Danal Entertainment - Định dạng: CD, tải xuống kỹ thuật số | —                 | —            |
| Mambo | - Phát hành: 25 tháng 6 năm 2013 - Nhãn: Sony Music - Định dạng: CD, tải xuống kỹ thuật số                                    | 14                | - KOR: 1,731 |

### Đĩa đơn
| Tên                                               | Thông tin chi tiết                                                                                                 | Thứ hạng cao nhất | Doanh số   |
| Tên                                               | Thông tin chi tiết                                                                                                 | KOR               | Doanh số   |
| ------------------------------------------------- | --- | ----------------- | ---------- |
| Peter Pan's Kiss Scene (Peter Pan's '키스할래요') | - Phát hành: 28 tháng 3 năm 2014 - Nhãn: New Planet Entertainment, KT Music - Định dạng: CD, tải xuống kỹ thuật số | 31                | - KOR: 891 |